# Тешо Ђурковић
Тешо Ђурковић (Доња Трнова, 1900 – Доња Трнова, 1970) био је учесник Народноослободилачке борбе.

## Биографија
Рођен је 1900. године у Доњој Трнови, у породици народног трибуна Максима Ђурковића. Завршио је основну школу (четири разреда) у Манастиру Тавна а потом је похађао трговачку школу у Бијељини, гдје је упознао Родољуба Чолаковића (једног од оснивача комунистичке партије) са којим је остао пријатељ до краја живота. Почетком Другог свјетског рата приступио је Комунистичкој партији Југославије и ступио у Народноослободилачку борбу. Током НОБ-а се, међу осталим, бринуо о раду партизанске болнице у Доњој Трнови.
Умро је 1970. године у родном селу.
Носилац је Партизанске споменице 1941. године, једног од највећих ратних одликовања СФРЈ.